# ایشداد مرو
ایشداد مرو (سریانی کلاسیک: Script/Strng؛ – ۱ ژانویهٔ ۰۸۵۰) نویسنده، و متخصص الهیات، متکلم برجسته کلیسای شرق اهل خلافت عباسی بود. او بیشتر به دلیل تفسیرهایش در مورد کتاب مقدس سریانی شهرت دارد.

## زندگی
اطلاعات بسیار کمی از زندگی اشعداد در دست است، اما جزئیات کمی در حاشیه‌نویسی فهرست پدرسالاران گردآوری شده توسط ماری بن سلیمان و عمرو بن متّا باقی مانده است. لقب او «مرو» ممکن است به محل تولد اشاره کند، به این معنی که او در شهر مرو ( شهر باستانی) در خراسان، اما این استنباط حدسی باقی می‌ماند: رابطه او با مرو به‌طور قطع مشخص نیست. یکی از اعضای کلیسای مشرق—از نظر تاریخی، هرچند نادرست، معروف به کلیسای نسطوری - او اسقف حدتا شد، شهری نزدیک به دهانه زاب بزرگ در عراق امروزی، شاید در سال ۸۳۷ پس از ابراهام دوم سلوکی-تیسفون رؤیت را ترک کرد و به پاتریارک کلیسای شرق تبدیل شد.
ایشداد در حدود سال ۸۵۳ پس از مرگ ابراهیم نامزد ایلخانی کلیسای شرق بود. در آن زمان، ایلخانی تابع خلافت عباسی بود و پس از دو تلاش ناموفق برای انتخاب ایلخانی جدید، دبیر خلیفه حاکم متوکل، ابراهیم بن نوح الانباری، ایشداد را برای این مقام توصیه کرد. با این حال، متوکل نامزد وزیر خاندان بختیشوع، تئودوسیوس سلوکیه-تیسفون را انتخاب کرد، و ایشداد در مخالفت با ایلخانی جدید در حدتا باقی ماند. او اندکی بعد درگذشت.

## تفسیرها
ایشداد بیشتر به خاطر تفسیر گسترده زبان سریانی عهد عتیق و عهد جدیدها شهرت دارد.
تفسیرها در جهان سریانی نه تنها در کلیسای شرق، بلکه در سریانی غربی کلیسای ارتدکس سریانی بسیار تأثیرگذار بودند. برای مثال، نویسنده سریانی غربی یعقوب برسلیبی در تفسیرهای خود بر مزامیر از آثار ایشداد استفاده کرده است.

### مطالب
موضوعات تفاسیر ایشداد به شرح زیر است:
| عهد عتیق - تورات - کتاب جلسات:[a] - کتاب یوشع - کتاب‌های سموئیل - کتاب‌های پادشاهان - کتاب جامعه - کتاب روت - غزل غزل‌های سلیمان - سفر ایوب - حکمت یشوع بن سیراخ - کتاب اشعیا - پیامبران کهین - کتاب ارمیا - سفر حزقیال - کتاب دانیال - مزامیر | عهد جدید - چهار انجیل‌ها - اعمال رسولان - سه "رساله کاتولیک": - نامه یعقوب - نامه اول پطرس - نامه یکم یوحنا - نامه‌های پائولین: - نامه به رومیان - نامه اول به قرنتیان و نامه دوم به قرنتیان - نامه به غلاطیان - نامه به افسسیان - نامه به فیلیپیان - نامه به کولسیان - نامه اول به تسالونیکیان و نامه دوم به تسالونیکیان - نامه اول به تیموتاوس و نامه دوم به تیموتاوس - نامه به تیتوس - نامه به فیلمون - نامه به عبرانیان |

### خصوصیات
آثار ایشداد تا حد زیادی از خطوط تعیین شده توسط تئودور انطاکیه پیروی می‌کند. مفسر برجسته کتاب مقدس کلیسای شرق. Jacques-Marie Vosté تا آنجا پیش رفت که استدلال کرد که استدلال‌های ایشداد خود می‌تواند منبع مهمی برای بازسازی دیدگاه‌های خود تئودور باشد، با توجه به کمبود مجموعه‌های بازمانده از آن نویسنده، اگرچه این استدلال تاکنون مورد بررسی قرار نگرفته است. توسط دانشمندان بعدی پذیرفته شده است. با این وجود، ایشداد از جهات مهمی با تئودور تفاوت داشت. او در برابر تئودور، شریعت سفر ایوب و غزل غزل‌های سلیمان را پذیرفت. او از طیف وسیعی از مفسران قبلی فراتر از تئودور استفاده کرد، از جمله گریگوری نیسا، گریگوری نازیانزنوس، بازیل قیصریه، و جان کریسوستوم، و در میان نویسندگان سریانی مارآبا، افرایم سوری، Narsai، و Henana of Adiabene.
کلمنس لئونهارد «تفسیرها» را به عنوان «شخصیتی عموماً هوشیار» توصیف می‌کند. ایشداد در راستای دیدگاه سنتی تفسیری مدرسه تعلیم و تربیت انطاکیه تفسیر تمثیلی را آشکارا رد می‌کند و به مسائل تاریخی و فلسفی در متون می‌پردازد. ایشداد اولین مرجعی است که مرید نتانائیل را که در یوحنا ذکر شده با ناتانائیل یکی از حواریونهای ذکر شده در انجیل‌های هم‌نوا شناسایی می‌کند.

### بافت تاریخی
ایشداد «تفسیرها» را در زمینه‌ای پرتنش نوشت. در زمان متوکل، تساهل خلافت عباسی نسبت به اتباع مسیحی و یهودی خود شروع به کاهش کرده بود. در همین حال، کلیسای شرق در مورد ابداعات تفسیری هنانای آدیابنی، که برخلاف سنت تفسیری رسمی تئودور، از منابع یونانی و سریانی غربی استفاده کرده بود، اختلاف نظر داشت. اگرچه بدبینی فزاینده مشخصه آثار عصر اصحداد در «تفسیرها» مشهود نیست، اما مخاطبان مورد نظر آنها به دانشمندان مسیحی محدود می‌شود، که بازتاب دوره‌ای است که در آن امکان گفتگوی بین ادیان رو به کاهش بود.

### نسخه‌های مدرن
اولین نسخه مدرن آثار ایشداد توسط گوستاو دیتریش تهیه شد که منتخبی از تفاسیر ایشداد بر عهد عتیق را در سال ۱۹۰۲ منتشر کرد. تفاسیر عهد جدید او در پنج جلد توسط مارگارت دانلوپ گیبسون در سال‌های ۱۶–۱۹۱۱ ویرایش و به انگلیسی ترجمه شد. در سال‌های ۱۹۵۰–۱۹۸۱، نسخه کامل و ترجمه‌ای از تفاسیر عهد عتیق را به فرانسوی تهیه کرد.  سلاس ون دن آینده (Ceslas Van den Eynde) یک نسخه کامل و ترجمه به فرانسوی از تفسیرهای عهد عتیق را در ۱۹۵۰–۱۹۸۱ آماده کرد.